# فيلان
فيلان (بالإنجليزية: Vilan)‏ هو أحد جبال سلسلة سلسلة راتيكون ويقع في كانتون غراوبوندن في سويسرا. يحتل المرتبة رقم 338 في قائمة جبال سويسرا من حيث الارتفاع، إذ يبلغ ارتفاعه حوالي 2376 متر، بينما يبلغ ارتفاع نتوء الجبل 416 متر.